# Кэмпбелл, Ким
Ким Кэ́мпбелл (англ. Kim Campbell; род. 10 марта 1947, Порт-Алберни, Британская Колумбия, Канада) — канадский государственный деятель, девятнадцатый премьер-министр Канады. Была министром юстиции правительства Канады, министром по делам ветеранов и министром национальной обороны. Являлась лидером Прогрессивно-консервативной партии Канады с 13 июня по 14 декабря 1993 года.

## Образование
В 1969 году окончила Университет Британской Колумбии со степенью бакалавра политологии.
С 1970 по 1972 год училась в докторантуре в Лондонской школе экономики, её темой было советское правительство, с апреля по июнь 1972 года находилась в СССР с учебной целью, знает русский язык.
Получила в 1983 году степень бакалавра права в Университете Британской Колумбии. Преподаватель истории и политологии.

## Карьера
- 1984—1986 — адвокатура Британской Колумбии (Ванкувер).
- 1986—1988 депутат Законодательного собрания Британской Колумбии.
- В 1988 году избрана депутатом Палаты общин федерального парламента. В 1989 получает должность Государственного министра по делам индейского населения и развитию северных территорий Канады.
- С 1990 по 1993 год — министр юстиции (стала первой женщиной в должности)  и Генеральный прокурор Канады.
- В 1993 году — министр обороны и министр по делам ветеранов Канады.
- 13 июня 1993 года была избрана лидером Прогрессивно-консервативной партии. 25 июня 1993 после отставки Брайана Малруни заняла пост премьер-министра Канады, став первой женщиной в этой должности.
- 25 октября 1993 года состоялись парламентские выборы, Прогрессивно-консервативная партия потерпела крупнейшее поражение в своей истории и смогла провести лишь 2 депутатов. Кэмпбелл лишилась места в парламенте и ушла в отставку с поста лидера партии.
- 1994—1996 — лектор Гарвардского университета.
- 1996—2000 — Генеральный консул Канады в Лос-Анджелесе.
- 2001—2004 — лектор Гарвардской школы гос управления им. Кеннеди.
- 2004—2006 — Генеральный секретарь Мадридского клуба (2004—2006).

## Общественная деятельность
- 1999—2003 — руководитель Совета женщин-мировых лидеров.
- 2003—2005 — президент Международного женского форума.

Член правления Международной кризисной группы, Форума федераций и ряда других международных организаций. Учредитель Мадридского клуба. Глава Международного Консультативного Совета Фонда «Эффективное Управление». Является Компаньоном Ордена Канады (Высшая награда Канады). Почётный член Тайного Совета Королевы для Канады.

## Личная жизнь
В 1972—1983 состояла в браке с профессором математики и известным шахматистом Натаном Дивинским.
В 1986—1993 замужем за Ховардом Эдди. В 1993—1994 годах жила в гражданском браке с изобретателем и предпринимателем Григорием Лехтманом (род. 1946).
С 1997 живёт в гражданском браке с актёром и композитором Херши Фелдером.